# As Pontes de García Rodríguez
As Pontes de García Rodríguez 43°27′12,98″B 7°53′11,26″T / 43,45°B 7,88333°T là một đô thị của Ferrolterra phía tây bắc Tây Ban Nha ở tỉnh A Coruña trong cộng đồng tự trị của Galicia. Dân số 12.570 và mật độ dân số là 50.4 người/km².

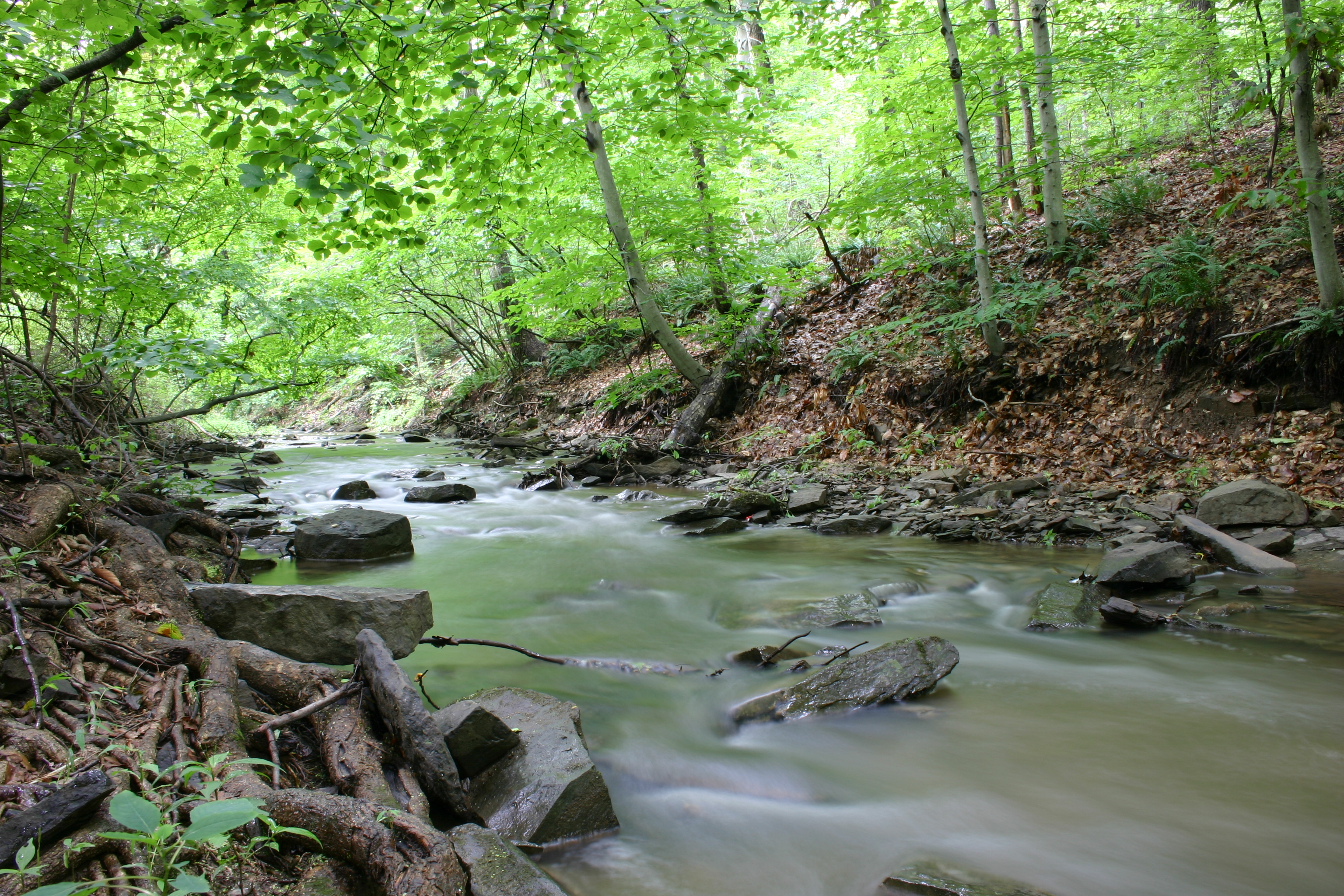
The "Fragas" of the River Eume National Park is a typical Atlantic Forest